# André Bassaget
André Bassaget, né le 12 février 1758 à Marsillargues (Hérault) et décédé le 28 janvier 1843 dans la même ville, est un homme politique français.

## Biographie
Issu d'une famille locale dont Issac Bassaget est l'architecte du Temple de Marsillargues. André Bassaget effectue ses études à Genève puis officie durant quelques mois en 1785 comme pasteur protestant à Marsillargues, avant d'être missionné pour le même poste à Lourmarin (Vaucluse), jusqu'en 1794. Il entretient des relations conflictuelles avec la bourgeoisie protestante en narrant de manières plébéiennes des « discours incendiaires disant que le pauvre ne serait plus trompé, ni volé par le riche ».
Partisan actif durant la Révolution française, il nommé juge de paix de Lourmarin par les représentants Robespierre le Jeune et Ricord en 1793, puis accusateur Public auprès du tribunal criminel du département.
En 1792, André Bassaget se marie avec Judith Marguerite Bernard à Lourmarin. De leur union sont nés : Antoine-André Bassaget (1793-1874) qui est élu en tant que maire de Marsillargues de 1830 à 1848 puis de 1854 à 1862 et Jean-André Bassaget (1806-1881), docteur en médecine et directeur de l'Orphéon marsillarguois en 1863.
Élu député du Vaucluse aux conseils des Cinq-Cents et des Anciens, le 23 germinal an VI (12 avril 1798), il prend la parole qu'une seule fois concernant une courte mission effectuée en Hollande.
André Bassaget fait partie du Corps législatif du 4 nivôse an VIII (25 décembre 1799) jusqu'au 1er juillet 1808, puis se retire dans ses propriétés vauclusienne pour lesquelles il s'est constitué une belle fortune durant une carrière de prudente gestion.
La réaction de 1815 l'exile de son domicile et le place en résidence à Narbonne. La publication de l'ordonnance du 5 septembre 1816 de la Seconde Restauration arrête la surveillance et lui permet de revenir à Lourmarin.

## Publications
- André Bassaget, Conseil des Anciens, Corps législatif. Sur la résolution du 23 fructidor an VII (9 septembre 1799), portant établissement d'un octroi municipal et de bienfaisance dans la commune du Havre… (Rapport), Paris, Impr. nationale, 1799, in-8o (OCLC 456893214, BNF 30064180).
- André Bassaget, Corps législatif. Sur la paix politique et religieuse, procurée à la République française par le Premier Consul. Séance du 19 germinal an X (9 avril 1802) (Discours), Paris, Impr. nationale, 1801, in-8o (OCLC 456893216, BNF 30064181).